# سنگ سفید (چرداول)
سنگ سفید روستایی در دهستان شباب بخش شباب شهرستان چرداول استان ایلام ایران است.

## جمعیت
بر پایه سرشماری عمومی نفوس و مسکن در سال ۱۳۹۵ جمعیت این روستا ۴۶۰ نفر (۱۳۵خانوار) بوده‌است.